# Haas VF-25
Chronologie des modèles (2025)
Haas VF-24 Haas VF-26
La Haas VF-25 est la monoplace engagée par l'écurie Haas F1 Team pour la saison 2025 du championnat du monde de Formule 1. Elle est pilotée par le Français Esteban Ocon et par le Britannique Oliver Bearman.

## Présentation
Haas a dévoilé la livrée de la voiture lors de l'événement F1 75 Live le 18 février 2025. 
Contrairement à la Haas VF-24, la VF-25 dévoile une plus grande présence de coloration blanche.

## Résultats en championnat du monde de Formule 1
| Saison | Écurie                 | Moteur                                    | Pneus   | Pilotes        | Courses | Courses | Courses | Courses | Courses | Courses | Courses | Courses | Courses | Courses | Courses | Courses | Courses | Courses | Courses | Courses | Courses | Courses | Courses | Courses | Courses | Courses | Courses | Courses | Points inscrits | Classement |
| Saison | Écurie                 | Moteur                                    | Pneus   | Pilotes        | 1       | 2       | 3       | 4       | 5       | 6       | 7       | 8       | 9       | 10      | 11      | 12      | 13      | 14      | 15      | 16      | 17      | 18      | 19      | 20      | 21      | 22      | 23      | 24      | Points inscrits | Classement |
| ------ | ---------------------- | ----------------------------------------- | ------- | -------------- | ------- | ------- | ------- | ------- | ------- | ------- | ------- | ------- | ------- | ------- | ------- | ------- | ------- | ------- | ------- | ------- | ------- | ------- | ------- | ------- | ------- | ------- | ------- | ------- | --------------- | ---------- |
| 2025   | MoneyGram Haas F1 Team | Ferrari V6 turbo hybride Tipo 066/13 1.6L | Pirelli |                | AUS     | CHN     | JAP     | BAH     | ARA     | MIA     | EMI     | MON     | ESP     | CAN     | AUT     | GBR     | BEL     | HON     | P-B     | ITA     | AZE     | SIN     | USA     | MEX     | BRE     | LVE     | QAT     | ABU     | 35              | 9e         |
| 2025   | MoneyGram Haas F1 Team | Ferrari V6 turbo hybride Tipo 066/13 1.6L | Pirelli | Esteban Ocon   | 13e     | 5e      | 18e     | 8e      | 14e     | 12e     | Abd.    | 7e      | 16e     | 9e      | 10e     | 13e     | 15e     | 16e     |         |         |         |         |         |         |         |         |         |         | 35              | 9e         |
| 2025   | MoneyGram Haas F1 Team | Ferrari V6 turbo hybride Tipo 066/13 1.6L | Pirelli | Oliver Bearman | 14e     | 8e      | 10e     | 10e     | 13e     | Abd.    | 17e     | 12e     | 17e     | 11e     | 11e     | 11e     | 11e     | Abd.    |         |         |         |         |         |         |         |         |         |         | 35              | 9e         |

Légende : ici 
- *Le pilote n'a pas terminé la course mais est classé pour avoir parcouru 90% de la distance.